# Prinsesse Dagmar Ø
Prinsesse Dagmar Ø är en ö i Avannaarsua på Grönland. Dess yta är 145 km2. Den hade inga invånare år 2005.